# Valentin Supan
Valentin Supan, slovenski politik in podjetnik, * 9. februar 1822, Kropa, Avstrijsko cesarstvo, † 23. december 1877, Ljubljana, Avstro-Ogrska.

## Življenje
Valentin Supan se je rodil 9. februarja 1822 v Kropi fužinarju Jožefu in Elizabeti rojeni Mörtel. V Ljubljani  se je pri Gustavu Heimannu izučil za trgovca in 1851 odprl lastno trgovino. Kmalu je zaradi svoje delavnosti in talenta spadal med vodilne ljubljanske trgovce.
Bil je velik domoljub in soustanovitelj, ter član prvega odbora Narodne čitalnice. Bil je tudi: član Juridič. Društva (1862–1866), občinski svetnik ( 1864–1887), prvi slovenski predsednik  trgovske zbornice(1867–1874), deželni in državni poslanec. Zavzemal se je za varstvo »domačega dela« in za  gradnjo gorenjske in dolenjske železnice. Umrl je 23. decembra 1877 v Ljubljani.